# Ravelsbach
Ravelsbach ist eine Marktgemeinde mit 1668 Einwohnern (Stand 1. Jänner 2025) im Bezirk Hollabrunn in Niederösterreich.

## Geografie
Ravelsbach liegt im Weinviertel am Fuß des Manhartsberges.
Die Fläche der Marktgemeinde umfasst 26,36 Quadratkilometer. Davon sind 82 Prozent landwirtschaftliche Nutzfläche, je 3 Prozent Gärten und Weingärten und 5 Prozent der Fläche sind bewaldet.

### Gemeindegliederung
Das Gemeindegebiet umfasst folgende sieben Ortschaften (in Klammern Einwohnerzahl Stand 1. Jänner 2025):
- Baierdorf (88)
- Gaindorf (287) samt Fliegentanz, Gillimühle und Ravelsbach-Bahnstation
- Minichhofen (111)
- Oberravelsbach (126)
- Parisdorf (130)
- Pfaffstetten (237)
- Ravelsbach (689)

Die Gemeinde besteht aus den Katastralgemeinden Baierdorf, Gaindorf, Minichofen, Oberravelsbach, Parisdorf, Pfaffstetten und Ravelsbach.
Ravelsbach liegt etwa 19 Kilometer vom Verwaltungssitz des Bezirkes, der Stadt Hollabrunn, und rund 50 Kilometer von der Landeshauptstadt St. Pölten entfernt. Bis zur tschechischen Grenze sind es knapp 35 km Entfernung. Die Wiener Stadtgrenze ist ca. 50 km entfernt.

### Nachbargemeinden
| Maissau |                                             | Sitzendorf an der Schmida |
|         | Kompassrose, die auf Nachbargemeinden zeigt | Ziersdorf                 |
|         | Hohenwarth-Mühlbach                         |                           |

## Geschichte

### Besiedlung
Die Gegend von Ravelsbach ist uraltes Siedlungsgebiet. Es wurden Feuerstellen und Werkzeuge aus der Altsteinzeit gefunden, in der Jungsteinzeit ist eine Dauersiedlung anzunehmen. Grabungen brachten Funde zu Tage, die in den Museen Horn, Eggenburg, Krems, sowie im Niederösterreichischen Landesmuseum und im Naturhistorischen Museum in Wien zu sehen sind.

### Nennung
In das Licht der Geschichte tritt der Ort während der fränkischen Kolonisation durch die Babenberger. Das eigentliche Gründungsjahr ist nicht bekannt.
Im Jahre 1083 wird Ramuoldespach erstmals in einem Stiftsbrief erwähnt. Der Name geht je nach Quelle auf einen Raffolt, Romuald, Ramoult oder Ramult zurück, der an einem Bach lebte, welcher nach ihm benannt wurde. Dieser Name ging später auf den Ort über.

### Aus der Geschichte
1110 gründete Markgraf Leopold III. der Heilige die Pfarre Ramuoltisbach, zu der ursprünglich 32 Ortschaften gehörten. Damit war Ravelsbach zu einem Zentrum geworden und entwickelte sich anders als die umliegenden Ortschaften. Diese entwickelten sich bäuerlich, während in Ravelsbach Handel und Handwerk aufblühten. In einem Melker Urbar wurde Ravelsbach 1314 bereits als Markt bezeichnet, das Erhebungsdekret fehlt aber.
1339 wirkte hier ein Schulmeister. Es ist die erste urkundliche Erwähnung eines Schulmeisters im Verwaltungsbezirk Hollabrunn überhaupt. Zur selben Zeit gab es in Ravelsbach auch schon eine Badstube, somit auch einen Bader (Arzt).
Zwischen 1425 und 1430 hatte die Bevölkerung Ravelsbachs wiederholt unter Hussiteneinfällen zu leiden. 1481 besetzte der Ungarnkönig Matthias Corvinus den Markt mit seinen Truppen. 1493 verlieh der römisch-deutsche König Maximilian Ravelsbach das Marktrecht für zwei Jahrmärkte.
Die Schweden unter General Torstenson lagerten im Dreißigjährigen Krieg 1645 zu Ravelsbach im Quartier. Ein Sgraffito am Sternwirtshaus erinnert noch heute daran. Zwischen 1679 und 1680 suchte die Pest den Ort heim. Drei Jahre später bedrängten 1683 die Türken Ravelsbach.
Von 1721 bis 1726 wurde die barocke Pfarrkirche Ravelsbach nach Plänen von Jakob Prandtauer erbaut. Verkehrstechnisch erschlossen wurde Ravelsbach im Jahr 1770 mit dem Bau der Kaiserstraße (Reichsstraße). Bei einem Brand im Jahr 1786 fielen insgesamt 17 Wohn- und Nebengebäude sowie der Helm des Kirchturmes den Flammen zum Opfer. 1796 wurde erstmals eine Schützengesellschaft erwähnt. Während der Franzosenkriege zwischen 1799 und 1813 hatte Ravelsbach unter zahlreichen Rekrutierungen und Einquartierungen zu leiden.
Bei einem Brand in der Kremserstraße wurden 1828 insgesamt 14 Häuser eingeäschert. Vier Jahre später und über 150 Jahre nach der Pest wurde die Stadt 1832 von der Cholera heimgesucht. Bei einem Hochwasser im Jahr 1844 ertranken drei Personen.
1848 kam es zur Bauernbefreiung und zur Auflösung der Grundherrschaft. Die Gemeinde, die jahrhundertelang unter dem Schutz des mächtigen Stiftes Melk gestanden hatte, musste ihre Angelegenheiten nun selbst in die Hand nehmen. Die Aufgaben der Grundherrschaft übernahmen das Bezirksamt, Steueramt und Notariat. 1850 wurden das Postamt als Postamt mit Fahrpost sowie ein Gendarmerieposten errichtet. 1851 nahmen das Bezirksamt des Amtsbezirks Ravelsbach, später Bezirksgericht, das Steueramt und das Notariat ihre Tätigkeit auf. Ravelsbach wurde damit Zentrum des Gerichtsbezirkes Ravelsbach.
1866 wurde der erste Bezirksstraßenausschuss – ein Vorläufer der Straßenmeisterei – erstmals gewählt. Noch im selben Jahr wurde der Ort durch preußische Soldaten besetzt; erneut brach die Cholera aus und forderte dieses Mal 40 Todesopfer.
Die Gründung der Sparkasse im Jahr 1869 stellt einen Meilenstein für die wirtschaftliche Entwicklung der Gemeinde dar. 1870 wurde daraufhin auch die Franz-Josefs-Bahn fertiggestellt, die Ravelsbach mit Gmünd in der einen und Wien in der anderen Richtung verband.
In den folgenden Jahren wuchs der Ort weiter. Die Freiwillige Feuerwehr Ravelsbach wurde im Jahr 1882 gegründet. 1889 wurde das alte Rathaus am Hauptplatz abgerissen und ein neues errichtet. Acht Jahre später wurde der Schulneubau fertiggestellt und weitere zwei Jahre später ein Kindergarten eingerichtet. Der zunehmenden Bedeutung des Ortes wurde Rechnung getragen, indem Ravelsbach 1896 eine Haltestelle auch für den Personenverkehr im Streckennetz der Kaiser-Franz-Josephs-Bahn wurde. 1909 erfolgte der Anschluss an das Telefonnetz und drei Jahre später wurde im Postamt der Telefondienst eingeführt.
Wegen des Ersten Weltkrieges musste die Gemeinde 1917 die zwei großen Glocken der Pfarrkirche abgeben, damit aus ihnen Kriegsmaterial geschmolzen werden konnte.
1921 wurde eine Bürgerschule, eine Vorläuferin der Hauptschule, errichtet, die von begabten Kindern der Umgebung besucht wurde, diese wurde 1927 zu einer Hauptschule umfunktioniert. 1922 wurde die Bezirksbauernkammer eröffnet, 1923 wurde der Ort an das Stromnetz angeschlossen. Mit dem Anschluss an das Deutsche Reich 1938 wurde der Gemeindetag aufgelöst. Nachdem das Deutsche Reich den Zweiten Weltkrieg verloren hatte, wurde 1945 unter anderem auch Ravelsbach durch die Russen besetzt. Im Ort selbst befand sich eine Kommandantur. 1946 zogen die Russen wieder aus Ravelsbach ab.
1947 wurde der Sportverein gegründet. 32 Jahre nachdem die beiden Glocken zur Einschmelzung abgegeben werden mussten, wurden 1949 die neuen Glocken der Pfarrkirche Ravelsbach geweiht. 1954 wurde der neue Kindergarten eröffnet. Im Jahr 1957 wurde eine Wasserleitung in Betrieb genommen und Ravelsbach damit an das Wassernetz angeschlossen.
Durch Vereinigung der Orte Ravelsbach, Oberravelsbach, Baierdorf und Parisdorf entstand 1967 die Großgemeinde Ravelsbach. In dieser wurde 1969 die Hauptschule neu gebaut sowie 1970 die Jugenddeutschmeisterkapelle gegründet. 1971 kamen zur Großgemeinde noch die Orte Gaindorf, Pfaffstetten und Minichhofen dazu. Aufgrund der nun vorhandenen Infrastruktur erhielt Ravelsbach 1973 im zentralen Raumordnungsprogramm der Niederösterreichischen Landesregierung von fünf Stufen die Stufe 1.
1976 wurde beim Ort eine Kläranlage gebaut und die bestehende Wasserversorgungsanlage erweitert. Im Jahr darauf wurden das Lehrschwimmbecken und Hallenbad fertiggestellt sowie die neue Hauptschule feierlich eröffnet. Im Jahr 1979 wurde schließlich das Sportzentrum errichtet.
Der erste Wohnblock des neu errichteten Wohnparks wurde 1982 den Mietern übergeben. 1983 wurde das 900-jährige Jubiläum der ersten Nennung von Ravelsbach gefeiert. Die Straßenmeisterei wurde ab 1984 neu gebaut und schließlich 1986 wiedereröffnet. Die alte Straßenmeisterei wurde von der Gemeinde angekauft und als Bauhof adaptiert. 1991 wurden sowohl die Tennishalle als auch das neue Feuerwehr- und Schulungszentrum mit integriertem Gendarmerieposten gebaut. Im selben Jahr wurde das Bezirksgericht geschlossen. 1992 wurde das Amtshaus umgebaut sowie der Hauptplatz neu gestaltet.
Im Jahr 1993 wurde das Fest „500 Jahre Marktgemeinde Ravelsbach“ gefeiert. Im selben Jahr schlossen sich außerdem die Sparkassen Horn, Ravelsbach und Kirchberg zu einer Aktiengesellschaft zusammen, infolgedessen wurde das „Saglhof“-Gerichtsgebäude an die Sparkassen AG verkauft. 1995 wurde die gemeindeeigene Musikschule gegründet, im Jahr darauf der Kulturpfad geschaffen. Schließlich wurde 1998 der Volksschulzubau mit Turnsaal eröffnet.
Im Jahr 2008 wurde mit den Arbeiten zur Restaurierung des Jugendheims begonnen. Seit Dezember 2015 wird die Bahnhaltestelle Ravelsbach nicht mehr bedient.

### Einwohnerentwicklung
In den Jahren von 1981 bis 2001 stieg die Bevölkerungszahl wegen einer starken Zuwanderung. Seit 2001 sind jedoch Wanderungsbilanz und Geburtenbilanz negativ.
| Ravelsbach: Einwohnerzahlen von 1869 bis 2025       | Ravelsbach: Einwohnerzahlen von 1869 bis 2025 | Ravelsbach: Einwohnerzahlen von 1869 bis 2025 | Ravelsbach: Einwohnerzahlen von 1869 bis 2025 | Ravelsbach: Einwohnerzahlen von 1869 bis 2025 |
| --------------------------------------------------- | --------------------------------------------- | --------------------------------------------- | --------------------------------------------- | --------------------------------------------- |
| Jahr                                                |                                               |                                               |                                               | Einwohner                                     |
| 1869                                                | 1869                                          |                                               | 2.179                                         | 2.179                                         |
| 1880                                                | 1880                                          |                                               | 2.175                                         | 2.175                                         |
| 1890                                                | 1890                                          |                                               | 2.221                                         | 2.221                                         |
| 1900                                                | 1900                                          |                                               | 2.347                                         | 2.347                                         |
| 1910                                                | 1910                                          |                                               | 2.374                                         | 2.374                                         |
| 1923                                                | 1923                                          |                                               | 2.096                                         | 2.096                                         |
| 1934                                                | 1934                                          |                                               | 2.120                                         | 2.120                                         |
| 1939                                                | 1939                                          |                                               | 2.096                                         | 2.096                                         |
| 1951                                                | 1951                                          |                                               | 2.050                                         | 2.050                                         |
| 1961                                                | 1961                                          |                                               | 1.816                                         | 1.816                                         |
| 1971                                                | 1971                                          |                                               | 1.797                                         | 1.797                                         |
| 1981                                                | 1981                                          |                                               | 1.672                                         | 1.672                                         |
| 1991                                                | 1991                                          |                                               | 1.731                                         | 1.731                                         |
| 2001                                                | 2001                                          |                                               | 1.803                                         | 1.803                                         |
| 2011                                                | 2011                                          |                                               | 1.676                                         | 1.676                                         |
| 2021                                                | 2021                                          |                                               | 1.620                                         | 1.620                                         |
| 2025                                                | 2025                                          |                                               | 1.668                                         | 1.668                                         |
| Quelle(n): Statistik Austria, Gebietsstand 1.1.2021 |                                               |                                               |                                               |                                               |

## Kultur und Sehenswürdigkeiten

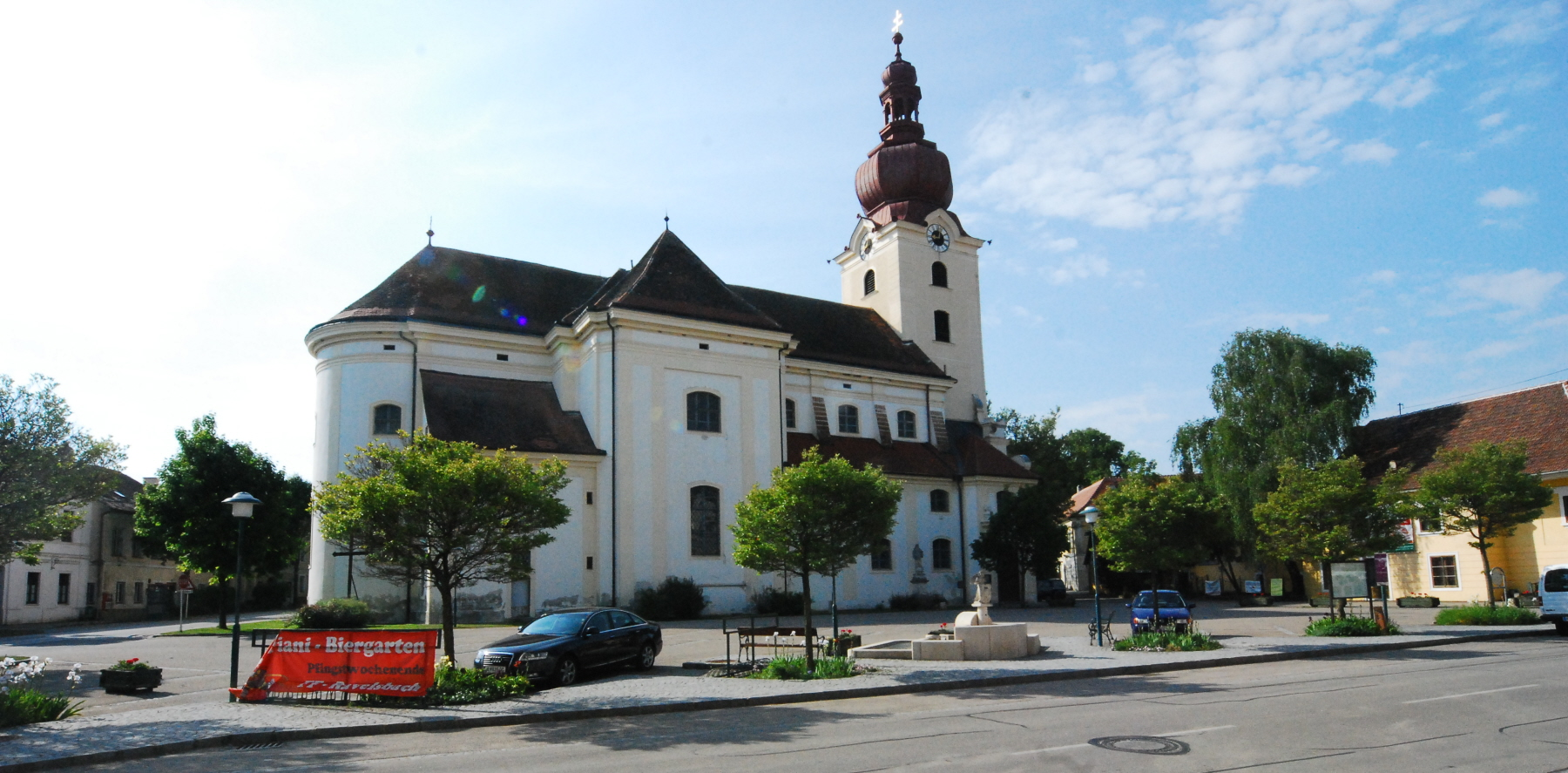
Pfarrkirche Ravelsbach

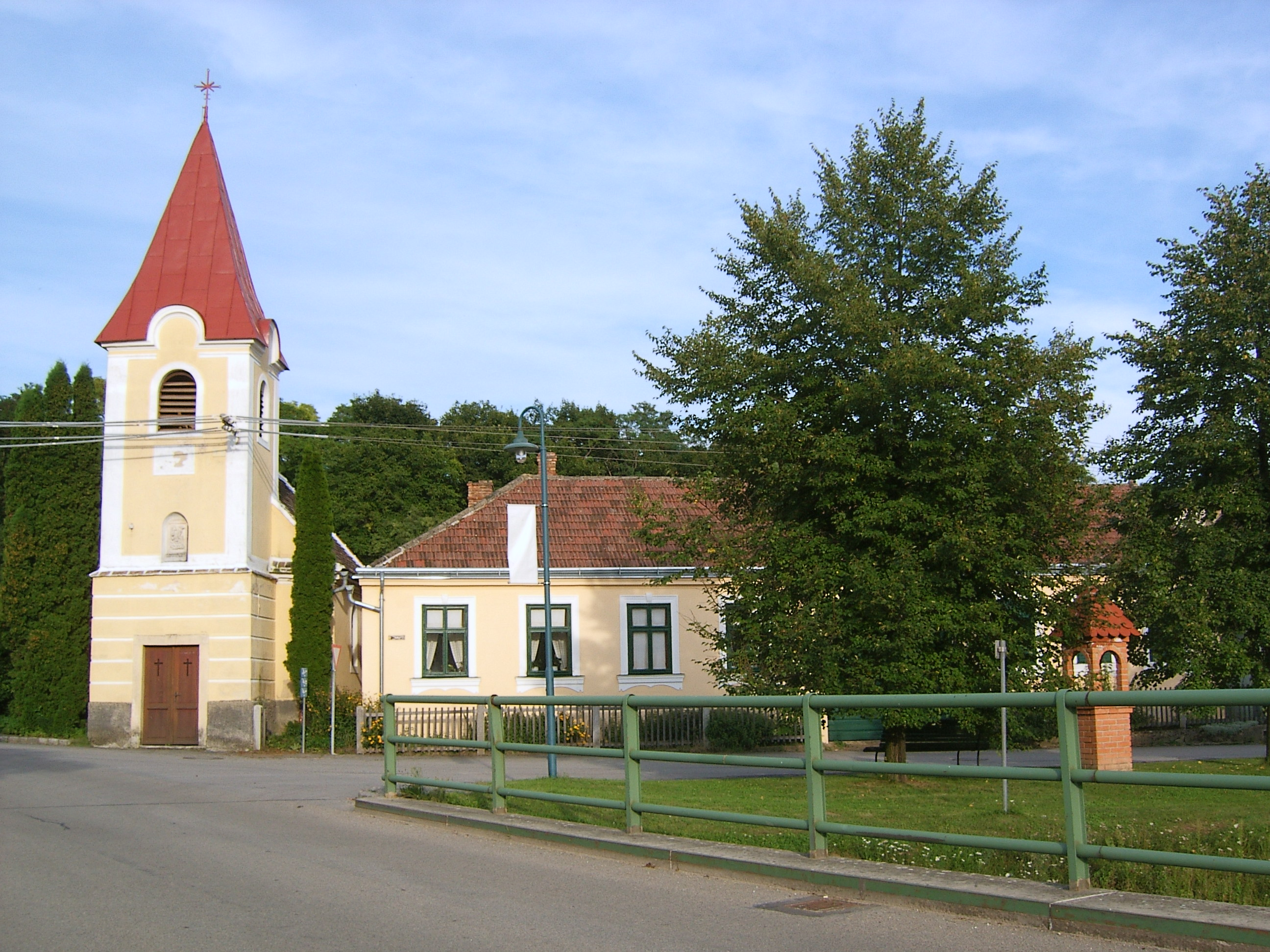
Ortskapelle Parisdorf

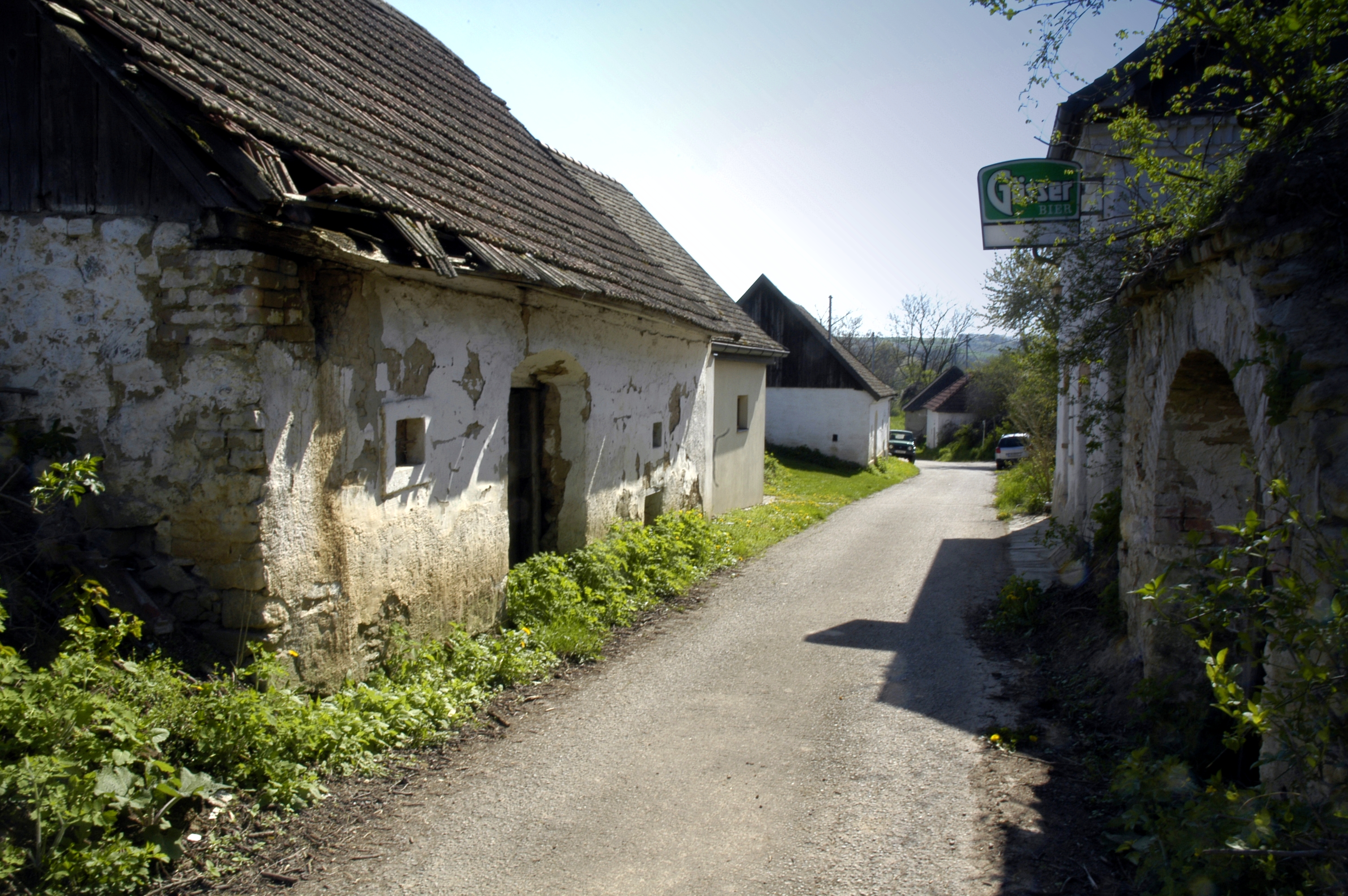
Kellergasse in Oberravelsbach

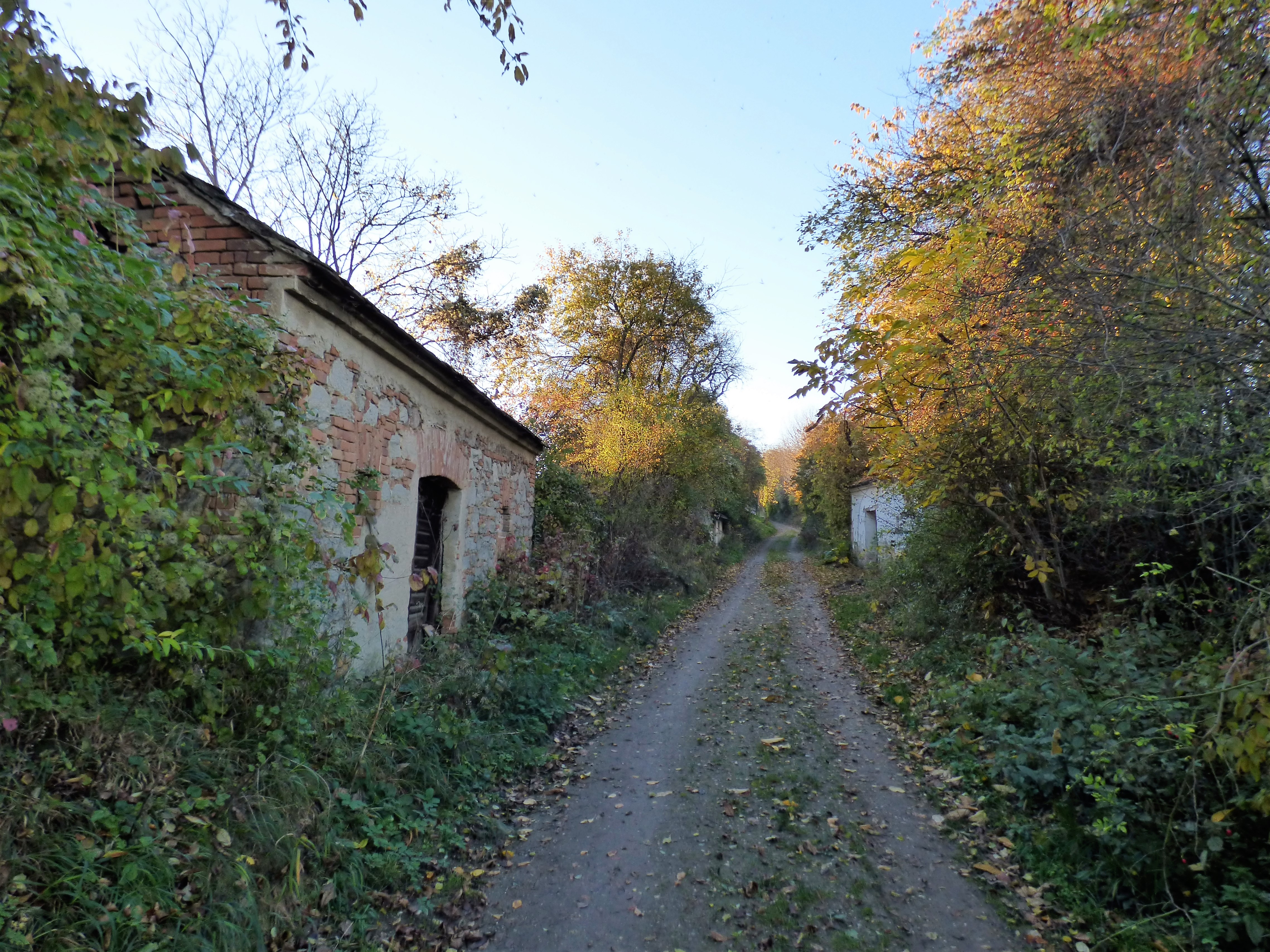
Kellergasse in Baierdorf

- Katholische Pfarrkirche Ravelsbach Mariä Himmelfahrt: 1721 bis 1726 nach den Plänen und unter der Leitung von Jakob Prandtauer errichtet.

## Wirtschaft und Infrastruktur
Im Jahr 2010 gab es in Ravelsbach 69 land- und forstwirtschaftliche Betriebe, davon waren 35 Haupterwerbsbetriebe, die 79 Prozent der Fläche bewirtschafteten. Elf Jahre davor waren es noch 100 Betriebe mit 49 im Haupterwerb. Im Produktionssektor gab es zwölf Betriebe mit 66 Arbeitnehmern, alle waren im Baugewerbe beschäftigt. Der Dienstleistungssektor gab in achtzig Betrieben 243 Menschen Arbeit. Mehr als die Hälfte davon waren in öffentlichen und sozialen Diensten beschäftigt, 40 im Handel (Stand 2011).

### Verkehr

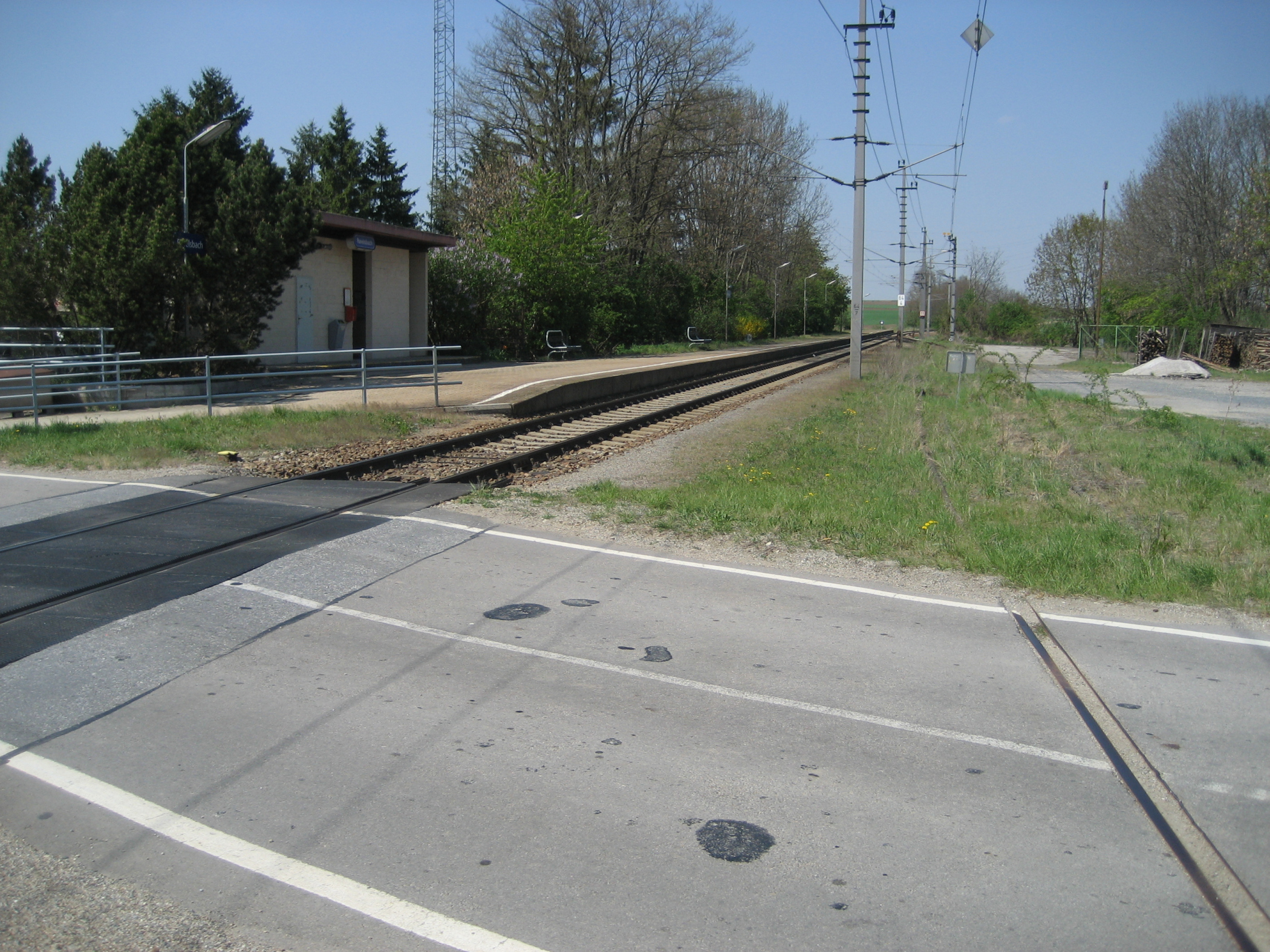
Die einst bediente Hst. Ravelsbach

- Bahn: Der nächste Bahnhof befindet sich im sechs Kilometer entfernten Ziersdorf. Von hier gibt es Direktverbindungen nach Wien, Gmünd und Ceske Velenice.[9] Bis im Dezember 2015 hat es nahe der Kernortschaft der Gemeinde – auf Höhe der Ortschaft Gaindorf – die Bahnhaltestelle Ravelsbach gegeben.
- Straße: Durch die Marktgemeinde führt die Horner Straße B4.

### Bildung
In der Marktgemeinde gibt es einen Kindergarten, eine Volksschule und eine Neue Mittelschule.

### Gesundheit
In Ravelsbach ordinieren ein praktischer Arzt und mehrere Fachärzte. Direkt im Zentrum befindet sich eine Apotheke.

## Politik

### Gemeinderat
Der Gemeinderat hat 19 Mitglieder.

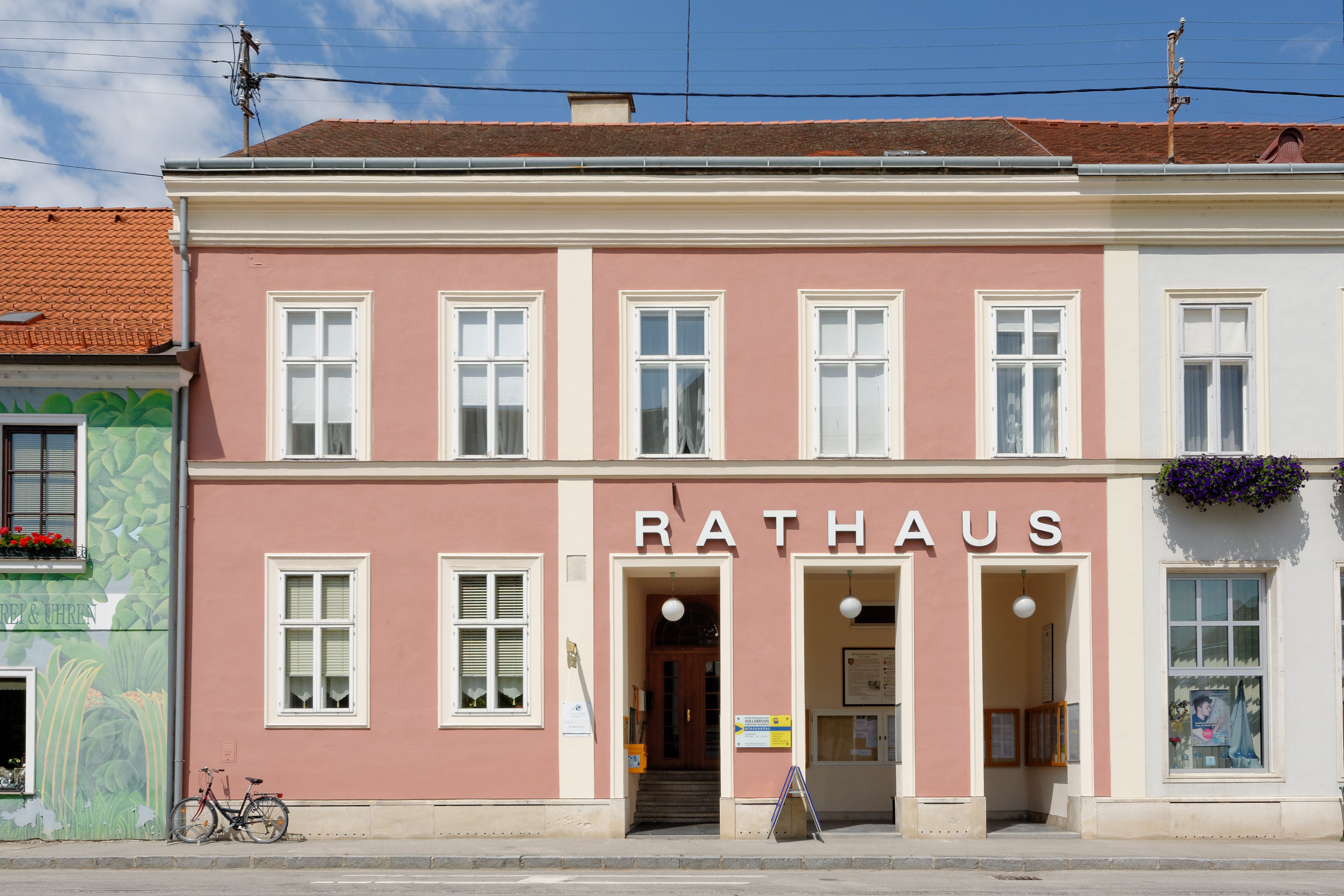
Gemeindeamt Ravelsbach

- Mit den Gemeinderatswahlen in Niederösterreich 1990 hatte der Gemeinderat folgende Verteilung: 14 ÖVP und 5 SPÖ.
- Mit den Gemeinderatswahlen in Niederösterreich 1995 hatte der Gemeinderat folgende Verteilung: 13 ÖVP und 6 SPÖ.[12]
- Mit den Gemeinderatswahlen in Niederösterreich 2000 hatte der Gemeinderat folgende Verteilung: 15 ÖVP und 4 SPÖ.[13]
- Mit den Gemeinderatswahlen in Niederösterreich 2005 hatte der Gemeinderat folgende Verteilung: 13 ÖVP und 6 SPÖ.[14]
- Mit den Gemeinderatswahlen in Niederösterreich 2010 hatte der Gemeinderat folgende Verteilung: 13 ÖVP und 6 SPÖ.[15]
- Mit den Gemeinderatswahlen in Niederösterreich 2015 hatte der Gemeinderat folgende Verteilung: 14 ÖVP und 5 SPÖ.[16]
- Mit den Gemeinderatswahlen in Niederösterreich 2020 hatte der Gemeinderat folgende Verteilung: 14 ÖVP und 5 SPÖ.[17]
- Mit den Gemeinderatswahlen in Niederösterreich 2025 hat der Gemeinderat folgende Verteilung: 13 ÖVP, 4 SPÖ und 2 FPÖ.[18]

### Bürgermeister
- 2004–2023 Walter Schmid[19]
- seit 2023 Auguste Lehner (ÖVP)[20]

## Persönlichkeiten
Söhne und Töchter der Gemeinde
- Johann Paul Schilck (1668–1745), Steinmetzmeister, wurde in Ravelsbach geboren.
- Georg Müller (1803–1863), österreichischer Komponist und Kirchenmusiker, in Ravelsbach geboren.

Personen mit Bezug zur Gemeinde
- Johann Michael Flor (1708-nach 1755), Stuckateur, lebte jahrzehntelang in Ravelsbach
- Ulrich Petrak (1753–1814), Lyriker, lebte ab 1789 in Ravelsbach, ebenda verstorben
- Felix Mitterer (* 1948), österreichischer Dramatiker und Schauspieler, lebt seit 2011 in Ravelsbach